# Displasia espondiloepimetafisaria tipo Strudwick
La displasia espondiloepimetafisaria de tipo Strudwick es un desorden hereditario que afecta del crecimiento del hueso y puede provocar enanismo, anormalidades esqueléticas específicas y problemas de la vista. El nombre de la enfermedad indica que afecta a la columna vertebral (Del latín spondylo-) y dos zonas del extremo de los huesos llamados epífisis y metáfisis. La categorización del tipo de enfermedad fue nombrada por el primer reporte del paciente que sufrió este desorden. El trastorno se considera un subtipo de la colagenopatía tipo II y XI debido a que los síntomas son muy similares a los de la displasia espondiloepifisaria congénita. Existen muy pocos pacientes descritos a nivel mundial. Se asocia a otras manifestaciones, entre ellas fisura palatina, miopía severa, desprendimiento de retina y artritis.

## Manifestación Clínica
Los signos y síntomas de esta condición presentes en el nacimiento son muy similares a los que presenta la displasia espondiloepifisaria congénita, un desorden óseo relacionado. Comenzando en la niñez, ambas condiciones pueden ser distinguidas por medio de imágenes de Rayos X visualizando cambios en áreas cercanas al final de los huesos (metáfisis). Estos cambios son característicos de la displasia espondiloepimetafisaria de tipo Strudwick.
Personas que padecen esta condición son de estatura baja desde el nacimiento, con torsos y extremidades cortas, aunque las manos y pies permanecen de tamaño normal. Presentan curvatura en la espina dorsal (escoliosis y lordosis), y si es severa, causa dificultad para respirar. Cambios en las vértebras cervicales puede aumentar el riesgo de daño a la espina dorsal.
Otros signos óseos incluyen vértebras aplanadas (platispondilia), protrusión severa del esternón (pectus carinatum), deformación de una articulación pélvica en donde el extremo superior del fémur gira medialmente (coxa vara) y una deformidad del pie conocida como pie equinovaro.
Individuos afectados poseen cambios leves en sus facciones faciales. El pómulo cercano a la nariz aparece aplanado. Algunos infantes nacen con una apertura en el techo de la boca, llamado paladar hendido. También es común que padezcan miopía severa y desprendimiento de la retina (la parte del ojo que detecta la luz y el color).

## Mutación genética

La displasia espondiloepimetafisaria, tipo Strudwick es heredado en un patrón autosómico dominante.

Esta condición es uno de los desórdenes esqueléticos causados por una mutación en el gen COL2A1. La proteína formada a partir de este gen, crea colágeno tipo II, una molécula encontrada principalmente en el cartílago y en el gel claro del ojo (humor vítreo). El colágeno tipo II es esencial para el desarrollo normal de huesos y otros tipos de tejido conectivo. El gen mutado COL2A1 interfiere con el ensamblaje de moléculas de colágeno tipo II, el cual interviene en el correcto desarrollo de los huesos y causa los signos y síntomas de la enfermedad.
Esta condición es heredada en un patrón autosómico dominante, lo que quiere decir que una copia del gen alterado es suficiente para presentar la enfermedad.